# Christine Massy
Pour les articles homonymes, voir Massy.
Christine Massy est une animatrice de télévision et de radio belge. 

## Parcours
Christine Massy est née le 21 mars 1979 à Charleroi. Elle est l'aînée d'une famille de trois enfants ; elle a deux frères, Jérôme et Arnaud. La famille a toujours vécu à Péruwelz (entre Tournai et Mons).
Après ses études à l'Institut Saint-Luc de Tournai, option graphisme, Christine a travaillé chez un imprimeur et pour son propre compte en faisant de petits boulots à gauche et à droite.
Graphiste et illustratrice de formation, Christine travaillait dans un centre culturel pour jeunes. Et c'est suite un ami qui l'a prévenue qu'il allait y avoir un casting pour Plug TV afin de recruter une nouvelle présentatrice. Même si le casting ne s'est pas très bien passé, elle a finalement été contactée deux mois plus tard pour animer une émission de trois heures en direct : Play On, l'émission interactive et matinale de Plug TV (ou Call-TV). Maintenant elle présente les émissions Cette Année-Là et Duels au Soleil sur Bel RTL et depuis le mois de septembre 2006, elle est aux commandes du E Classement sur Plug TV, qu'elle a arrêté en janvier 2008 afin de reprendre en full time l'émission "Backstage" basée sur les coulisses de la Nouvelle Star.
Plug TV devient Plug RTL et Christine présentera 4 émissions "BACKSTAGE" dans les Coulisses de différents évènements comme le défilé CHINE Belgian Design, Arthur et son spectacle iShow, INCOGNITO (film avec Bénabar, Franck Dubosc, Jocelyn Quievrin, Isabelle Nanty) et Le Grand Quiz des Belges (RTL TVI)
Depuis février 2009, elle participe à l'asbl WAF  avec Brice Van Der Haegen.
Le but de l'asbl WAF! est le soutien, la promotion, la production culturelle et/ou artistique de projets, de personnes, d’évènements par tout moyen d’action et sur tout média tels que par voie de presses, internet ainsi que par tout autre modes de communications existants et à venir.
Entre 2009 et actuellement, Christine a réalisé pour WAF! des interviews/rencontres de Cascadeur, Boogers, Sébastien Tellier, Housse de Racket, Laurent Garnier, Philippe Katerine, Waterllillies, Hocus Pocus, Kap Bambino, Douster, Cœur de Pirate, Julien Doré, Ycare, Camélia Jordana, Metronomy, Karkwa, Matt & Kim, Bikinians, Dig Up Elvis, Alan Corbel, Flairs, El National Quaterback, Hugh Coltman, Naive New beaters, Arno, Puggy, ...
Christine Massy a réalisé les clips de Julien Doré Les Bords de Mer (2010), Kiss me Forever (2011) et Laisse Avril (2012) avec Julien Doré comme coréalisateur, Your Disco Song (2010) de Vitalic avec Brice Van Der Haegen comme coréalisateur.
En tant que graphiste, elle a réalisé avec Julien Doré, l'Artwork de Bichon, le deuxième album de Julien, sorti le 21 mars 2011.
Les affiches de la PIAS NITES (Bruxelles-Paris) soirée Festival/concerts organisée par la maison de disques PIAS.
Dès Janvier 2014, Christine devient la coanimatrice du "Push café" avec Maxence Lacombe sur DH Radio.